# Tomsk
Tomsk (russisk: Томск, tr. Tomsk) er en by i Tomsk oblast, Sibiriske føderale distrikt i Den Russiske Føderation, beliggende i det vestlige Sibirien på bredden af floden Tom. Tomsk er administrativt center i oblasten og har 545.391 (2024) indbyggere.
Tomsk byokrug har 565.753 (2024) indbyggere. Tomsk udgør med satellitbyen Seversk og forstæder Tomsk storbyområde med  indbyggere.

## Historie
Tomsk blev grundlagt i 1604  som en grænsefæstning efter ordre fra zar Boris Godunov og er en af de ældste byer i Sibirien. Byen er rig på monumenter og seværdigheder fra forskellige epoker af træ- og stenarkitektur fra 1700 til 1900-tallet.

## Uddannelse og kultur
Tomsk er et større uddannelsesmæssigt, videnskabeligt og innovativt center med 9 universiteter, 15 forskningsinstitutter, den særlige økonomiske zone af teknisk art innovation og 6 væksthuse. Byen er medlem af Sammenslutningen af sibiriske og fjernøstlige byer (russisk: Assotsiatsija sibirskikh i dalnevostotjnykh gorodov).
- Gammelt træhus
- Nyere beboelse